# Syndrome pieds-mains-bouche
 Mise en garde médicale
Le syndrome pieds-mains-bouche ou maladie pieds-mains-bouche (ou mains-pieds-bouche) est une maladie infectieuse pouvant être causée par plusieurs virus du genre Enterovirus, appartenant majoritairement à l'espèce entérovirus A. La maladie atteint principalement les enfants et se caractérise par la présence de vésicules au niveau des mains, des pieds et de la bouche. Cette pathologie est le plus souvent bénigne et a une évolution spontanée vers la guérison. Le traitement est uniquement symptomatique.

## Agent pathogène
Cette maladie est causée par des virus appartenant aux espèces du genre Enterovirus pouvant infecter l'humain (espèces A, B, C et D). Plusieurs sérotypes sont en cause, comme les virus coxsackie A16, A4, A5, A9, A10, B2 ou B5, ou l'entérovirus 71. 
En France, les virus les plus souvent retrouvés sont les coxsackievirus A16, A6 et A10, plus rarement l'entérovirus 71, ; ces sérotypes appartiennent à l'espèce entérovirus A. 
La transmission se fait par contact direct avec les sécrétions. Le virus pénètre par voie digestive ou respiratoire. Il peut persister une à quatre semaines au niveau du pharynx, et peut être retrouvé pendant quatre mois dans les selles.
La maladie touche principalement les enfants au cours de l'été et l'automne sous forme de cas sporadiques (isolés) ou de petites épidémies régionales. Les formes frustes ou inapparentes sont les plus nombreuses.

## Clinique

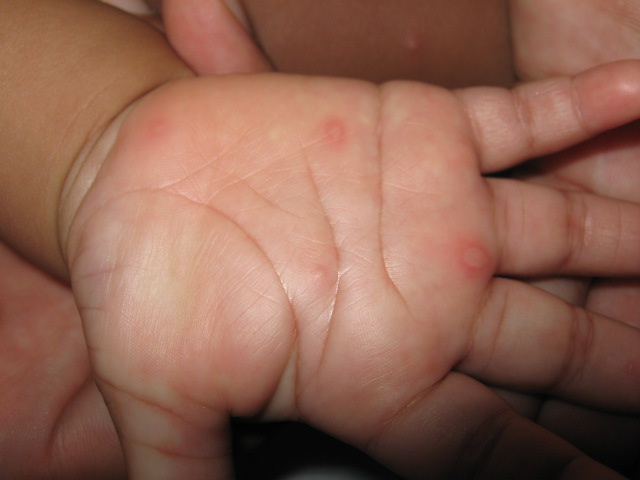
Vésicules de la main droite

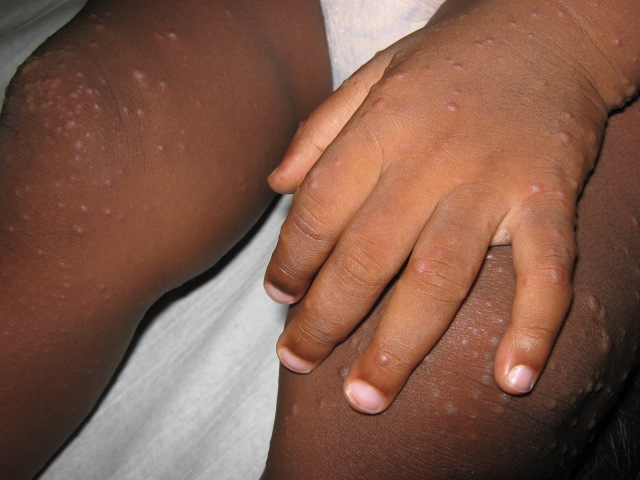
Vésicules de la main gauche et des genoux

Après une période d'incubation de trois à cinq jours, le syndrome pieds-mains-bouche se caractérise par la survenue d'une atteinte buccale à type de stomatite vésiculeuse associée à des lésions vésiculeuses cutanées au niveau des mains et des pieds. D'autres symptômes sont possibles, comme la fièvre, des vomissements et de la diarrhée,,. On retrouve parfois des adénopathies cervicales et sous-mandibulaires.
Dans la grande majorité des cas, la maladie est bénigne et guérit en trois à six jours. Rarement, des complications peuvent survenir lorsque l'entérovirus 71 est en cause, avec un encéphalite, une méningite, une atteinte d'allure poliomyélitique, un œdème pulmonaire ou une myocardite. Exceptionnellement survient le décès, lié à une atteinte pulmonaire le plus souvent,.

## Diagnostic
Le diagnostic du syndrome pieds-mains-bouche est clinique dans l'immense majorité des cas devant une éruption caractéristique et une évolution bénigne. Il reste cependant possible d'isoler le virus en culture cellulaire ou de mettre en évidence son ARN par PCR, par un prélèvement des sécrétions pharyngées, des selles ou du liquide cérébrospinal (ponction lombaire).

## Traitement
Le traitement du syndrome pieds-mains-bouche est uniquement symptomatique, essentiellement axé sur la douleur buccale.
Il est conseillé d'éviter les plats trop chauds, trop épicés ou encore les boissons acides lorsqu'il existe des lésions buccales. L'hydratation est à favoriser.
Un traitement médicamenteux par du paracétamol peut être utilisé pour soulager la douleur ou la fièvre. Un traitement local est à considérer pour les ulcères buccaux douloureux.
L'éviction systématique de la collectivité n'est pas conseillée.

## Prévention
La prévention repose sur l'observation des règles d'hygiène classiques comme le lavage des mains. Certains vaccins sont en développement, mais ne protègent pas contre tous les virus capables de provoquer la maladie.

## Histoire
Le syndrome pieds-mains-bouche a été décrit pour la première fois en 1958 à Toronto au Canada, où il a été attribué au virus coxsackie A16 (qui était déjà connu), puis en 1960 à Birmingham au Royaume-Uni, où il a été nommé en anglais « hand-foot-and-mouth disease » ,,.